# 초아파현
초아파현(스페인어: Provincia de Choapa)은 칠레 코킴보 주를 구성하는 3개의 현 가운데 하나로 현도는 이야펠이며 면적은 10,131.6km2, 인구는 82,857명(2012년 기준), 인구 밀도는 8.2명/km2이다.

## 같이 보기
- 칠레 와인
- 코킴보